# Hoofdsein

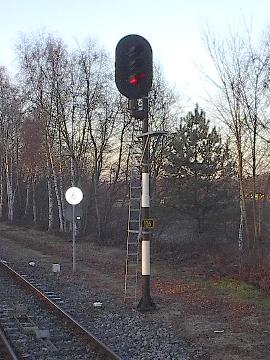
Hoofdsein bij Raalte.

Een hoofdsein is een spoorwegsein dat onderdeel uitmaakt van een blokstelsel of stationsbeveiliging en een opdracht om te stoppen kan tonen. Een hoofdsein wordt voorafgegaan door een ander hoofdsein of soms door een voorsein op remwegafstand. Het is in veel landen ook mogelijk hoofdseinen met voorseinen te combineren, wat voorkomt op drukke spoorlijnen met direct na elkaar volgende blokken.
Hoofdseinen worden opgesteld voor gevaarpunten (bruggen, wissels, etc.) of kort voor de grens van een blok.

## Situatie in Nederland
Als een hoofdsein als lichtsein is uitgevoerd, toont het groen of geel als het mag worden voorbijgereden en rood als voor het sein gestopt moet worden. Een Nederlands hoofdsein is te herkennen aan de achtergrondplaat waarbij alle hoeken zijn afgerond. Hoofdseinen zijn in Nederland meestal uitgevoerd als gecombineerd voor- en hoofdsein. In dat geval kan het sein drie kleuren tonen, behalve rood en groen ook geel.
Een hoofdsein werd vroeger als armsein uitgevoerd, in dat geval betekende arm schuin omhoog doorrijden toegestaan, arm horizontaal stoppen. 's Nachts werden armseinen verlicht, waarbij rood "stoppen" betekende en groen "doorrijden" (tot 1934 was dit wit). Bij een gecombineerd voor- en hoofdsein waren dan twee seinarmen op een paal aanwezig.